# Sequans
Sequans通信公司是一家4G-半导体技术公司。 它为全球无线设备制造商开发4GWiMAX、LTE和双模芯片。 Sequans是欧洲第三大无晶圆厂 半导体公司。
德勤在2011年高科技高成长500强名单中将Sequans排在163位。National Microelectronics Institute授予该公司创始人（以及另外一位人士）2011年度科技企业家称号。2010年，Sequans作为最佳移动芯片公司荣获RCR Wireless News生态系统奖(Ecosystem Award)。
乔治·卡拉姆博士于2003年成立Sequans。 Sequans总部位于法国 巴黎，在美国、英国、以色列、新加坡、台湾、中国、韩国和香港设有分支机构。 Sequans以SQNS的代号在纽约证券交易所上市。

## 历史
卡拉姆于2003年成立Sequans通信公司。此前，他曾在阿尔卡特朗讯、太平洋宽频带、萨基姆和飞利浦出任高级经理。他还曾出任Juniper网络副总裁，管理电缆工程和市场营销部门。卡拉姆还拥有多项数字通信专利。他目前是Sequans通信公司的总裁、CEO和董事会主席。
Sequans以提供4G WiMAX半导体技术起家。 目前，Sequans提供WiMAX、LTE和双模4G技术。
Sequans在2009年将业务扩展至LTE行业。 2011年，Investors.com报道称Sequans正与LTE的行业巨头较量。公司于2011年4月15日庆祝其在纽约证券交易所进行IPO。 这是自2002年以来首家在纽交所上市的法国公司。此次IPO共募得7,700万美元。2011年，Sequans的收入为9,400万美元。
2012年6月，Sequans宣布它支持全球15种不同的HTC智能手机和平板设备。这些设备可以使用的网络包括：美国的Sprint、维珍移动和 Boost，台湾的Global Mobile和威达云端，日本的KDDI和韩国的韩国电信。
2012年，Sequans还与全球4G网络供应商绿驰通讯(Greenpacket)合作，推出世界上首个4G WiMAX 和 LTE TDD室内、双模综合接入设备解决方案。该技术支持从WiMAX转向LTE的供应商。Sequans还发布Sequans AIR，这是一种干扰抑制技术，其所抑制的干扰是标准接收器的两倍。截止至2012年5月，Sequans还与Clearwire 合作，努力微调公司对TD-LTE的处理方法。
该公司已为中国移动提供TD-LTE试用网络芯片，为SKY Brasil网络和澳洲的全国宽带网络提供商业TD-LTE芯片。 已经采用Sequans LTE芯片用于制造LTE设备的生产商包括Ubee互动(Ubee Interactive)、Telenet Systems、正文科技(Gemtek)、Netcomm、瑞元殷特(Seowon Intech)、Modacom等等。
目前，Sequans是欧洲第三大无晶圆厂半导体公司。 它积极创建新的LTE TDD合作伙伴关系，预期能带来新的增长和利润。 2011年，中国的MIIT(工业和信息化部)批准将Sequans第一代芯片用于中国移动的大规模第一期测试。MIIT批准将Sequans的第二代技术用于2012年的第二期测试。 随着LTE市场的增长，Sequans将目标集中于主要的FDD和TDD LTE市场机会。

## 产品
Sequans是一家4G半导体技术开发商。在公司9年的历史中，其已发布了5代4G技术。 其产品支持两类现有的4G无线宽带协议、WiMAX和LTE。
Sequans的WiMAX解决方案支持全球超过15种智能手机和平板电脑，包括HTCEvo手机。 其WiMAX芯片与固定WiMAX (802.16d) 和移动 WiMAX (802.16e) IEEE标准兼容。Sequans技术还支持USB、软件狗和移动路由器等电子设备。
Sequans从2009年开始研发LTE产品。其第二代LTE芯片最近获得中国工业和信息化部批准。2012年，Sequans将和中国移动进行第二期大规模LTE测试。 随着目前使用2G和3G的网络升级至4G，Sequans将继续在全球运用其LTE半导体解决方案。
WiMAX半导体解决方案
- SQN1200 系统芯片的特点是在单个65 nm die上有基频和三频RF。

LTE半导体解决方案
StreamrichLTE产品系列
- The SQN3110 Andromeda基频系统芯片为LTE智能手机和平板电脑设计，与3GPP R9兼容，内置40 nm CMOS。它通过10 x10 mm的包提供150 Mbps下行吞吐量，SDRAM亦在包内。

- The SQN3120 Mont Blanc基频系统芯片为无主USB适配器和桌面CPE设计，与GPP R9兼容，内置40 nm CMOS。它通过10 x10 mm的包提供150 Mbps下行吞吐量，可供客户编程的应用程序处理器和SDRAM亦在包内。

- The SQN5120 Mont Blanc双模WiMAX/LTE系统软件为双模WiMAX/LTE设备设计，与GPP R9兼容，内置40 nm CMOS。它通过10 x10 mm的包提供150 Mbps下行吞吐量，可供客户编程的应用程序处理器和SDRAM亦在包内。

StreamliteLTE产品系列
- The SQN3101 Firefly基频系统芯片为消费者电子和机器对机器的设备设计，与GPP R9兼容，内置40 nm CMOS，超低能耗。它通过10 x10 mm的包提供150 Mbps下行吞吐量。

## 获奖与认可
德勤在2011年高科技高成长500强名单中将Sequans排在163位。
NMI（National Microelectronics Institute）授予该公司创始人乔治·卡拉姆博士（以及另外一位人士）2011年度科技企业家称号。
RCR Wireless News命名Sequans为最佳移动芯片公司，并授予生态系统奖。生态系统奖表彰移动行业的领导者及成功故事。